# Будкер Герш Іцкович
Герш Іцкович Будкер (1 травня 1918, Мурафа, Вінниччина — 4 липня 1977, Новосибірськ (РФ) — радянський фізик. 1949 року нагороджений Державною премією СРСР, 1967 — Ленінською премією.

## Біографія
Навчався у Московському університеті.
Наукову роботу розпочав під керівництвом І. Тамма (пошук тензора енергії — імпульсу електромагнітного поля у рухомих середовищах).
Під час ІІ-ї Світової війни служив у зенітних військових частинах (вдосконалив систему керування зенітним вогнем).
Після демобілізації вчений присвятив себе вивченню проблем ядерних реакторів, теорії циклічних прискорювачів.

## Творчий набуток
Визнання у світовому науковому світі Г. Будкеру принесли висунуті ним ідеї з розробки та створення термоядерних установок з магнітними пробками, методу «електронного охолодження» у прискорювальній техніці. Вчений також запропонував декілька нових напрямків у фізиці плазми та керованого термоядерного синтезу, які покладені в основи досліджень, що проводились у багатьох наукових центрах світу.
1958 року в СРСР була реалізована ідея створення Сибірського відділення академії наук. За підтримки І. Курчатова в Новосибірську було засновано Інститут ядерної фізики Сибірського відділення АН СРСР. Від дня відкриття науково-дослідницького закладу у 1957 році до кінця своїх днів інститутом керував Г. Будкер. Саме у Новосибірську вчений зумів реалізувати свої наукові ідеї, зокрема, одержання зустрічних пучків електронів та позитронів. Інший напрям робіт інституту — одержання антиречовини. Академік Г.Будкер вважав: «Антиречовина дасть можливість людству завоювати всю сонячну систему. Можливо, що те, над чим працюємо, дасть можливість зробити реальною подорож до інших світів». Дослідження Г.Будкера дали початок серйозному вивченню інженерних проблем майбутнього термоядерного реактора.